# No Doubt/Diskografie
Diese Diskografie ist eine Übersicht über die musikalischen Werke der US-amerikanischen Rockband No Doubt. Den Quellenangaben und Schallplattenauszeichnungen zufolge hat sie bisher mehr als 39,4 Millionen Tonträger verkauft, davon alleine in ihrer Heimat über 27,5 Millionen. Ihre erfolgreichste Veröffentlichung ist das dritte Studioalbum Tragic Kingdom mit über 16 Millionen verkauften Einheiten.

## Alben

### Studioalben
| Jahr | Titel Musiklabel                                      | Höchstplatzierung, Gesamtwochen, AuszeichnungChartplatzierungen (Jahr, Titel, Musiklabel, Platzierungen, Wochen, Auszeichnungen, Anmerkungen) | Höchstplatzierung, Gesamtwochen, AuszeichnungChartplatzierungen (Jahr, Titel, Musiklabel, Platzierungen, Wochen, Auszeichnungen, Anmerkungen) | Höchstplatzierung, Gesamtwochen, AuszeichnungChartplatzierungen (Jahr, Titel, Musiklabel, Platzierungen, Wochen, Auszeichnungen, Anmerkungen) | Höchstplatzierung, Gesamtwochen, AuszeichnungChartplatzierungen (Jahr, Titel, Musiklabel, Platzierungen, Wochen, Auszeichnungen, Anmerkungen) | Höchstplatzierung, Gesamtwochen, AuszeichnungChartplatzierungen (Jahr, Titel, Musiklabel, Platzierungen, Wochen, Auszeichnungen, Anmerkungen) | Anmerkungen                                                   |
| Jahr | Titel Musiklabel                                      | DE | AT | CH | UK | US | Anmerkungen                                                   |
| ---- | ----------------------------------------------------- | --- | --- | --- | --- | --- | ------------------------------------------------------------- |
| 1992 | No Doubt Interscope Records (UMG)                     | — | — | — | — | — | Erstveröffentlichung: 17. März 1992 Verkäufe: + 372.000       |
| 1995 | The Beacon Street Collection Interscope Records (UMG) | — | — | — | — | — | Erstveröffentlichung: März 1995 Verkäufe: + 138.000           |
| 1995 | Tragic Kingdom Interscope Records (UMG)               | DE2 Gold · (43 Wo.)DE | AT2 Gold · (18 Wo.)AT | CH3 Platin · (28 Wo.)CH | UK4 Platin · (53 Wo.)UK | US1 Diamant · (91 Wo.)US | Erstveröffentlichung: 10. Oktober 1995 Verkäufe: + 16.000.000 |
| 2000 | Return of Saturn Interscope Records (UMG)             | DE5 (8 Wo.)DE | AT18 (5 Wo.)AT | CH8 (10 Wo.)CH | UK31 (3 Wo.)UK | US2 Platin · (46 Wo.)US | Erstveröffentlichung: 5. April 2000 Verkäufe: + 1.687.000     |
| 2001 | Rock Steady Interscope Records (UMG)                  | DE13 (16 Wo.)DE | AT12 (11 Wo.)AT | CH33 (13 Wo.)CH | UK43 Gold · (10 Wo.)UK | US9 ×2Doppelplatin · (76 Wo.)US | Erstveröffentlichung: 10. Dezember 2001 Verkäufe: + 3.102.000 |
| 2012 | Push and Shove Interscope Records (UMG)               | DE11 (4 Wo.)DE | AT11 (3 Wo.)AT | CH9 (6 Wo.)CH | UK16 (2 Wo.)UK | US3 (13 Wo.)US | Erstveröffentlichung: 21. September 2012 Verkäufe: + 115.000  |

### Kompilationen
| Jahr | Titel Musiklabel                                                            | Höchstplatzierung, Gesamtwochen, AuszeichnungChartplatzierungen (Jahr, Titel, Musiklabel, Platzierungen, Wochen, Auszeichnungen, Anmerkungen) | Höchstplatzierung, Gesamtwochen, AuszeichnungChartplatzierungen (Jahr, Titel, Musiklabel, Platzierungen, Wochen, Auszeichnungen, Anmerkungen) | Höchstplatzierung, Gesamtwochen, AuszeichnungChartplatzierungen (Jahr, Titel, Musiklabel, Platzierungen, Wochen, Auszeichnungen, Anmerkungen) | Höchstplatzierung, Gesamtwochen, AuszeichnungChartplatzierungen (Jahr, Titel, Musiklabel, Platzierungen, Wochen, Auszeichnungen, Anmerkungen) | Höchstplatzierung, Gesamtwochen, AuszeichnungChartplatzierungen (Jahr, Titel, Musiklabel, Platzierungen, Wochen, Auszeichnungen, Anmerkungen) | Anmerkungen                                                         |
| Jahr | Titel Musiklabel                                                            | DE | AT | CH | UK | US | Anmerkungen                                                         |
| ---- | --------------------------------------------------------------------------- | --- | --- | --- | --- | --- | ------------------------------------------------------------------- |
| 1997 | Hits from Orange County – The Singles Collection Interscope Records (UMG)   | — | — | — | — | — | Erstveröffentlichung: September 1997                                |
| 1997 | Orange Crate Interscope Records (UMG)                                       | — | — | — | — | — | Erstveröffentlichung: 16. Dezember 1997 Verkäufe: 8.000 (limitiert) |
| 2003 | The Singles 1992–2003 Interscope Records (UMG)                              | DE14 Gold · (18 Wo.)DE | AT11 (13 Wo.)AT | CH5 Gold · (20 Wo.)CH | UK5 ×2Doppelplatin · (35 Wo.)UK | US2 ×2Doppelplatin · (48 Wo.)US | Erstveröffentlichung: 24. November 2003 Verkäufe: + 3.829.000       |
| 2004 | Everything in Time (B-Sides, Rarities and Remixes) Interscope Records (UMG) | — | — | — | — | US182 (1 Wo.)US | Erstveröffentlichung: 25. Oktober 2004                              |
| 2024 | The Set List Interscope Records (UMG)                                       | — | — | — | — | — | Erstveröffentlichung: 26. April 2024 Verkäufe: + 40.000             |

## Singles
| Jahr | Titel Album                                       | Höchstplatzierung, Gesamtwochen, AuszeichnungChartplatzierungen (Jahr, Titel, Album, Platzierungen, Wochen, Auszeichnungen, Anmerkungen) | Höchstplatzierung, Gesamtwochen, AuszeichnungChartplatzierungen (Jahr, Titel, Album, Platzierungen, Wochen, Auszeichnungen, Anmerkungen) | Höchstplatzierung, Gesamtwochen, AuszeichnungChartplatzierungen (Jahr, Titel, Album, Platzierungen, Wochen, Auszeichnungen, Anmerkungen) | Höchstplatzierung, Gesamtwochen, AuszeichnungChartplatzierungen (Jahr, Titel, Album, Platzierungen, Wochen, Auszeichnungen, Anmerkungen) | Höchstplatzierung, Gesamtwochen, AuszeichnungChartplatzierungen (Jahr, Titel, Album, Platzierungen, Wochen, Auszeichnungen, Anmerkungen) | Anmerkungen                                                                        |
| Jahr | Titel Album                                       | DE | AT | CH | UK | US | Anmerkungen                                                                        |
| ---- | ------------------------------------------------- | --- | --- | --- | --- | --- | ---------------------------------------------------------------------------------- |
| 1992 | Trapped in a Box No Doubt                         | — | — | — | — | — | Erstveröffentlichung: 25. Februar 1992                                             |
| 1994 | Squeal The Beacon Street Collection               | — | — | — | — | — | Erstveröffentlichung: 12. Mai 1994                                                 |
| 1995 | Doghouse The Beacon Street Collection             | — | — | — | — | — | Erstveröffentlichung: 12. Januar 1995                                              |
| 1995 | Spiderwebs Tragic Kingdom                         | — | — | — | UK16 (3 Wo.)UK | US— PlatinUS | Erstveröffentlichung: 19. November 1995 Verkäufe: + 1.000.000                      |
| 1996 | Just a Girl Tragic Kingdom                        | DE24 (14 Wo.)DE | AT21 (5 Wo.)AT | CH31 (13 Wo.)CH | UK3 Gold · (9 Wo.)UK | US23 ×2Doppelplatin · (29 Wo.)US | Erstveröffentlichung: 25. März 1996 Verkäufe: + 2.490.000                          |
| 1996 | Don’t Speak Tragic Kingdom                        | DE2 Platin · (25 Wo.)DE | AT2 Gold · (16 Wo.)AT | CH1 Platin · (28 Wo.)CH | UK1 ×3Dreifachplatin · (21 Wo.)UK | US— ×3DreifachplatinUS | Erstveröffentlichung: 15. April 1996 Verkäufe: + 6.110.000                         |
| 1996 | Excuse Me Mr. Tragic Kingdom                      | — | — | — | — | — | Erstveröffentlichung: 21. August 1996                                              |
| 1997 | Sunday Morning Tragic Kingdom                     | — | — | — | UK50 (3 Wo.)UK | US— GoldUS | Erstveröffentlichung: 26. Mai 1997 Verkäufe: + 535.000                             |
| 1997 | Happy Now? Tragic Kingdom                         | — | — | — | — | — | Erstveröffentlichung: 21. Oktober 1997                                             |
| 1998 | Hey You! Tragic Kingdom                           | — | — | — | — | — | Erstveröffentlichung: 23. Februar 1998                                             |
| 1999 | New Return of Saturn                              | — | — | — | UK30 (2 Wo.)UK | — | Erstveröffentlichung: 20. April 1999                                               |
| 2000 | Ex-Girlfriend Return of Saturn                    | DE34 (7 Wo.)DE | — | CH19 (11 Wo.)CH | UK23 (3 Wo.)UK | — | Erstveröffentlichung: 13. März 2000 Verkäufe: + 35.000                             |
| 2000 | Bathwater Return of Saturn                        | DE73 a (6 Wo.)DE | — | CH42 a (6 Wo.)CH | UK17 a (7 Wo.)UK | — | Erstveröffentlichung: 22. März 2000 Remix: 1. März 2004                            |
| 2000 | Simple Kind of Life Return of Saturn              | — | — | — | UK69 (1 Wo.)UK | US38 (13 Wo.)US | Erstveröffentlichung: 29. Mai 2000                                                 |
| 2001 | Hey Baby Rock Steady                              | DE8 (10 Wo.)DE | AT12 (13 Wo.)AT | CH11 (16 Wo.)CH | UK2 (16 Wo.)UK | US5 Gold · (20 Wo.)US | Erstveröffentlichung: 29. Oktober 2001 Verkäufe: + 545.000; feat. Bounty Killer    |
| 2002 | Hella Good Rock Steady                            | DE46 (9 Wo.)DE | AT44 (4 Wo.)AT | CH78 (3 Wo.)CH | UK12 (7 Wo.)UK | US13 Platin · (20 Wo.)US | Erstveröffentlichung: 22. April 2002 Verkäufe: + 1.035.000                         |
| 2002 | Underneath It All Rock Steady                     | DE42 (9 Wo.)DE | AT34 (12 Wo.)AT | CH54 (9 Wo.)CH | UK18 (7 Wo.)UK | US3 Platin · (30 Wo.)US | Erstveröffentlichung: 2. September 2002 Verkäufe: + 1.000.000; feat. Lady Saw      |
| 2003 | Running Rock Steady                               | DE55 (7 Wo.)DE | — | — | — | US62 (6 Wo.)US | Erstveröffentlichung: 10. Juni 2003                                                |
| 2003 | It’s My Life The Singles 1992–2003                | DE9 (14 Wo.)DE | AT12 (16 Wo.)AT | CH12 (22 Wo.)CH | UK20 Silber · (9 Wo.)UK | US10 Platin · (28 Wo.)US | Erstveröffentlichung: 17. November 2003 Verkäufe: + 1.310.000; Original: Talk Talk |
| 2009 | Stand and Deliver Push and Shove (Deluxe Edition) | — | — | — | — | — | Erstveröffentlichung: 8. April 2009 Original: Adam and the Ants                    |
| 2012 | Settle Down Push and Shove                        | DE31 (13 Wo.)DE | AT13 (8 Wo.)AT | CH48 (3 Wo.)CH | UK85 (1 Wo.)UK | US34 (8 Wo.)US | Erstveröffentlichung: 17. Juli 2012                                                |
| 2012 | Push and Shove                                    | — | — | — | — | — | Erstveröffentlichung: 29. August 2012 feat. Busy Signal & Major Lazer              |
| 2012 | Looking Hot Push and Shove                        | — | — | — | — | — | Erstveröffentlichung: 8. November 2012                                             |

## Videoalben und Musikvideos

### Videoalben
| Jahr | Titel Musiklabel                                    | Höchstplatzierung, Gesamtwochen, AuszeichnungChartplatzierungen (Jahr, Titel, Musiklabel, Platzierungen, Wochen, Auszeichnungen, Anmerkungen) | Höchstplatzierung, Gesamtwochen, AuszeichnungChartplatzierungen (Jahr, Titel, Musiklabel, Platzierungen, Wochen, Auszeichnungen, Anmerkungen) | Höchstplatzierung, Gesamtwochen, AuszeichnungChartplatzierungen (Jahr, Titel, Musiklabel, Platzierungen, Wochen, Auszeichnungen, Anmerkungen) | Höchstplatzierung, Gesamtwochen, AuszeichnungChartplatzierungen (Jahr, Titel, Musiklabel, Platzierungen, Wochen, Auszeichnungen, Anmerkungen) | Höchstplatzierung, Gesamtwochen, AuszeichnungChartplatzierungen (Jahr, Titel, Musiklabel, Platzierungen, Wochen, Auszeichnungen, Anmerkungen) | Anmerkungen                                                |
| Jahr | Titel Musiklabel                                    | DE | AT | CH | UK | US | Anmerkungen                                                |
| ---- | --------------------------------------------------- | --- | --- | --- | --- | --- | ---------------------------------------------------------- |
| 1997 | Live in the Tragic Kingdom Interscope Records (UMG) | — | — | — | — | US5 (… Wo.)US | Erstveröffentlichung: 11. November 1997 Verkäufe: + 5.000  |
| 2003 | Rock Steady – Live Interscope Records (UMG)         | — | — | — | — | US30 Gold · (… Wo.)US | Erstveröffentlichung: 25. November 2003 Verkäufe: + 50.000 |
| 2004 | The Videos: 1992–2003 Interscope Records (UMG)      | — | — | — | UK27 (3 Wo.)UK | US3 Gold · (… Wo.)US | Erstveröffentlichung: 4. Mai 2004 Verkäufe: + 50.000       |

### Musikvideos
| Jahr | Titel               | Regie                |
| ---- | ------------------- | -------------------- |
| 1992 | Trapped in a Box    | Myke Zykoff          |
| 1996 | Just a Girl         | Mark Kohr            |
| 1996 | Don’t Speak         | Sophie Muller        |
| 1996 | Spiderwebs          | Marcus Nispel        |
| 1997 | Excuse Me Mr.       | Mark Kohr            |
| 1997 | Sunday Morning      | Sophie Muller        |
| 1997 | Oi to the World!    | Sophie Muller        |
| 1997 | Hey You!            | Sophie Muller        |
| 1999 | New                 | Jake Scott           |
| 2000 | Simple Kind of Life | Sophie Muller        |
| 2000 | Ex-Girlfriend       | Hype Williams        |
| 2000 | Bathwater           | Sophie Muller        |
| 2001 | Hey Baby            | Dave Meyers          |
| 2002 | Hella Good          | Mark Romanek         |
| 2002 | Underneath It All   | Logan, Sophie Muller |
| 2003 | Running             | Chris Hafner         |
| 2003 | It’s My Life        | David LaChapelle     |
| 2012 | Settle Down         | Sophie Muller        |
| 2012 | Push and Shove      | Sophie Muller        |
| 2012 | Looking Hot         | Melina Matsoukas     |

## Boxsets
| Jahr | Titel Musiklabel                  | Anmerkungen                             |
| ---- | --------------------------------- | --------------------------------------- |
| 2003 | Boom Box Interscope Records (UMG) | Erstveröffentlichung: 25. November 2003 |

## Promoveröffentlichungen
| Jahr | Titel Album                                                    | Anmerkungen                |
| ---- | -------------------------------------------------------------- | -------------------------- |
| 2000 | Big Distraction Return of Saturn                               | Erstveröffentlichung: 2000 |
| 2000 | Cellophane Boy Everything in Time (B-Sides, Rarities, Remixes) | Erstveröffentlichung: 2000 |
| 2000 | Full Circle Everything in Time (B-Sides, Rarities, Remixes)    | Erstveröffentlichung: 2000 |
| 2002 | Making Out Rock Steady                                         | Erstveröffentlichung: 2002 |

## Sonderveröffentlichungen

### Alben
| Jahr | Titel Musiklabel                                           | Anmerkungen                                                     |
| ---- | ---------------------------------------------------------- | --------------------------------------------------------------- |
| 2004 | Tragic Kingdom + Return of Saturn Interscope Records (UMG) | Erstveröffentlichung: 25. Oktober 2004 Teil der „2-for-1“-Reihe |
| 2009 | Tragic Kingdom + Rock Steady Interscope Records (UMG)      | Erstveröffentlichung: 5. Juni 2009 Teil der „2-for-1“-Reihe     |
| 2010 | x4CD: 4 Original Albums Interscope Records (UMG)           | Erstveröffentlichung: 24. September 2010 Teil der „x4“-Reihe    |
| 2010 | Icon Interscope Records (UMG)                              | Erstveröffentlichung: 12. November 2010 Teil der „Icon“-Reihe   |

| Jahr | Titel Musiklabel       | Anmerkungen                |
| ---- | ---------------------- | -------------------------- |
| 1987 | Demo 1987 Selbstverlag | Erstveröffentlichung: 1987 |
| 1989 | Demo 1987 Selbstverlag | Erstveröffentlichung: 1989 |
| 1991 | Demo 1987 Selbstverlag | Erstveröffentlichung: 1991 |

### Lieder
| Jahr | Titel Album          | Anmerkungen                                                             |
| ---- | -------------------- | ----------------------------------------------------------------------- |
| 2004 | Monkey Man True Love | Erstveröffentlichung: 10. Mai 2004 Toots and the Maytals feat. No Doubt |

| Jahr | Titel Album                                                                       | Anmerkungen                                                 |
| ---- | --------------------------------------------------------------------------------- | ----------------------------------------------------------- |
| 1988 | Everything’s Wrong Ska Face                                                       | Erstveröffentlichung: 1988                                  |
| 1992 | Up Yours California Ska-Quake, Vol. 1                                             | Erstveröffentlichung: 1992                                  |
| 1997 | Oi to the World! A Very Special Christmas 3                                       | Erstveröffentlichung: 7. Oktober 1997 Original: The Vandals |
| 1999 | Hateful Burning London: The Clash Tribute                                         | Erstveröffentlichung: 15. März 1999 Original: The Clash     |
| 1999 | Spiderwebs (Live) The Best of KROQ’s Almost Acoustic Christmas                    | Erstveröffentlichung: 23. November 1999                     |
| 2005 | DJs Look at All the Love We Found: A Tribute to Sublime                           | Erstveröffentlichung: 21. Juni 2005 Original: Sublime       |
| 2011 | Magic’s in the Makeup (Live) The Bridge School Concerts: 25th Anniversary Edition | Erstveröffentlichung: 25. Oktober 2011                      |

| Jahr | Titel Soundtrack zu                             | Anmerkungen                                                 |
| ---- | ----------------------------------------------- | ----------------------------------------------------------- |
| 1995 | You Can Do It Showgirls                         | Erstveröffentlichung: 26. September 1995                    |
| 1996 | Open the Gate Police Story 3                    | Erstveröffentlichung: 30. Juli 1996                         |
| 1996 | Snakes Beavis und Butt-Head machen’s in Amerika | Erstveröffentlichung: 5. November 1996                      |
| 1998 | I Throw My Toys Around Rugrats – Der Film       | Erstveröffentlichung: 3. November 1998 feat. Elvis Costello |
| 1999 | New Go                                          | Erstveröffentlichung: 30. März 1999                         |
| 2001 | Love to Love You Baby Zoolander                 | Erstveröffentlichung: 25. September 2001                    |
| 2019 | Just a Girl Teen Spirit                         | Erstveröffentlichung: 5. April 2019                         |

## Statistik

### Chartauswertung
|                     | DE    | AT    | CH    | UK    | US    |
| ------------------- | ----- | ----- | ----- | ----- | ----- |
| Nummer-eins-Alben   | DE—DE | AT—AT | CH—CH | UK—UK | US1US |
| Top-10-Alben        | DE2DE | AT1AT | CH4CH | UK2UK | US5US |
| Alben in den Charts | DE5DE | AT5AT | CH5CH | UK5UK | US6US |

|                       | DE     | AT    | CH    | UK     | US    |
| --------------------- | ------ | ----- | ----- | ------ | ----- |
| Nummer-eins-Singles   | DE—DE  | AT—AT | CH1CH | UK1UK  | US—US |
| Top-10-Singles        | DE3DE  | AT1AT | CH1CH | UK3UK  | US3US |
| Singles in den Charts | DE10DE | AT7AT | CH9CH | UK13UK | US8US |

|                          | DE    | AT    | CH    | UK    | US    |
| ------------------------ | ----- | ----- | ----- | ----- | ----- |
| Nummer-eins-Videoalben   | DE—DE | AT—AT | CH—CH | UK—UK | US—US |
| Top-10-Videoalben        | DE—DE | AT—AT | CH—CH | UK—UK | US1US |
| Videoalben in den Charts | DE—DE | AT—AT | CH—CH | UK1UK | US3US |

### Auszeichnungen für Musikverkäufe
| Land/RegionAuszeichnungen für Musikverkäufe (Land/Region, Auszeichnungen, Verkäufe, Quellen) | Silber  | Gold       | Platin       | Diamant     | Verkäufe    | Quellen                                                        |
| -------------------------------------------------------------------------------------------- | ------- | ---------- | ------------ | ----------- | ----------- | -------------------------------------------------------------- |
| Argentinien (CAPIF)                                                                          | —       | 2× Gold2   | —            | —           | 50.000      | capif.org.ar (Memento vom 20. August 2011 im Internet Archive) |
| Australien (ARIA)                                                                            | —       | 5× Gold5   | 9× Platin9   | —           | 805.000     | aria.com.au                                                    |
| Belgien (BRMA)                                                                               | —       | —          | 2× Platin2   | —           | 100.000     | ultratop.be                                                    |
| Brasilien (PMB)                                                                              | —       | Gold1      | Platin1      | —           | 140.000     | pro-musicabr.org.br                                            |
| Dänemark (IFPI)                                                                              | —       | Gold1      | —            | —           | 45.000      | ifpi.dk                                                        |
| Deutschland (BVMI)                                                                           | —       | 2× Gold2   | Platin1      | —           | 850.000     | musikindustrie.de                                              |
| Europa (IFPI)                                                                                | —       | —          | 3× Platin3   | —           | (3.000.000) | ifpi.org (Memento vom 15. Oktober 2013 im Internet Archive)    |
| Finnland (IFPI)                                                                              | —       | —          | Platin1      | —           | 55.785      | ifpi.fi                                                        |
| Frankreich (SNEP)                                                                            | —       | 3× Gold3   | —            | —           | 450.000     | snepmusique.com                                                |
| Israel (IFPI)                                                                                | —       | Gold1      | —            | —           | 20.000      | Einzelnachweise                                                |
| Italien (FIMI)                                                                               | —       | Gold1      | Platin1      | —           | 125.000     | fimi.it                                                        |
| Japan (RIAJ)                                                                                 | —       | Gold1      | —            | —           | 100.000     | riaj.or.jp                                                     |
| Kanada (MC)                                                                                  | —       | 2× Gold2   | 4× Platin4   | Diamant1    | 1.455.000   | musiccanada.com                                                |
| Mexiko (AMPROFON)                                                                            | —       | Gold1      | —            | —           | 50.000      | amprofon.com.mx                                                |
| Neuseeland (RMNZ)                                                                            | —       | —          | 10× Platin10 | —           | 175.000     | aotearoamusiccharts.co.nz NZ2                                  |
| Niederlande (NVPI)                                                                           | —       | Gold1      | Platin1      | —           | 150.000     | nvpi.nl                                                        |
| Norwegen (IFPI)                                                                              | —       | 2× Gold2   | 5× Platin5   | —           | 160.000     | ifpi.no (Memento vom 5. November 2012 im Internet Archive)     |
| Österreich (IFPI)                                                                            | —       | 2× Gold2   | —            | —           | 50.000      | ifpi.at                                                        |
| Schweden (IFPI)                                                                              | —       | Gold1      | 2× Platin2   | —           | 175.000     | sverigetopplistan.se                                           |
| Schweiz (IFPI)                                                                               | —       | Gold1      | 2× Platin2   | —           | 125.000     | hitparade.ch                                                   |
| Spanien (Promusicae)                                                                         | —       | —          | 3× Platin3   | —           | 260.000     | elportaldemusica.es                                            |
| Südafrika (RISA)                                                                             | —       | Gold1      | —            | —           | 25.000      | mi2n.com                                                       |
| Vereinigte Staaten (RIAA)                                                                    | —       | 4× Gold4   | 14× Platin14 | Diamant1    | 27.578.000  | riaa.com                                                       |
| Vereinigtes Königreich (BPI)                                                                 | Silber1 | 2× Gold2   | 6× Platin6   | —           | 3.430.000   | bpi.co.uk                                                      |
| Insgesamt                                                                                    | Silber1 | 34× Gold34 | 65× Platin65 | 2× Diamant2 |             |                                                                |